# Boote der sowjetischen und russischen Marine
Dieser Artikel soll eine Übersicht geben über Boote, die in der sowjetischen und russischen Marine und den Grenztruppen der UdSSR bzw. den Grenztruppen Russlands im Dienst waren. Dabei wird die russische Klassifikation benutzt, wonach Seefahrzeuge bis 500 t Verdrängung üblicherweise als Boot (russisch катер) und größere als Schiff (russisch корабль) bezeichnet werden. Die großen Tragflügelboote der Projekte 1240, 1141 und 11451 werden zwar oft auch als Schiff bezeichnet, sind hier aber mit aufgeführt.
Boote, deren Hauptzweck das Legen oder Räumen von Minen darstellt, sind nicht berücksichtigt.

## Übersicht
| russische Bezeichnung | NATO-Code  | In Dienst gestellt ab | Typ                    | Bemerkung |
| --------------------- | ---------- | --------------------- | ---------------------- | --- |
| Projekt TM-200        | P-2        | 1943                  | Torpedoschnellboot     | |
| Projekt TD-200        | P-2        | 1947                  | Torpedoschnellboot     | |
| Projekt OD-200        | MO-V       | 1943(?)               | Patrouillenschnellboot | |
| Projekt 123           | P-4        | 1943(?)               | Torpedoschnellboot     | |
| Projekt 183           | P-6        | 1949                  | Torpedoschnellboot     | |
| Projekt 183T          | P-8        | 1951                  | Torpedoschnellboot     | Prototypklasse erstes sowjetisches Boot mit Gasturbine                                                                                             |
| Projekt 183TK         | P-10       | 1955                  | Torpedoschnellboot     | Serienbau des Projekts 183T |
| Projekt 199           | MO-VI      | 1955                  | Patrouillenschnellboot | |
| Projekt 183R          | Komar      | 1959                  | Raketenschnellboot     | weltweit erstes in Serie gebautes Raketenschnellboot                                                                                               |
| Projekt 184           | –          | 1956                  | Torpedoschnellboot     | |
| Projekt 125           | Pchela     | 1960                  | Torpedoschnellboot     | Tragflügelboot |
| Projekt 205           | Osa I      | 1959                  | Raketenschnellboot     | |
| Projekt 205M          | Osa II     | 1966                  | Raketenschnellboot     | |
| Projekt 205P Tarantul | Stenka     | 1967                  | Patrouillenschnellboot | |
| Projekt 205PE         | Slepen     | 1970                  | Raketenschnellboot     | Prototyp einer Tragflügel-Version des Projekts 205M                                                                                                |
| Projekt 206           | Shershen   | 1960                  | Torpedoschnellboot     | |
| Projekt 206E          | Mol        | 1960(?)               | Torpedoschnellboot     | Exportversion des Projekts 206 |
| Projekt 206M Schtorm  | Turya      | 1971                  | Torpedoschnellboot     | Tragflügelboot |
| Projekt 206MR Wichr   | Matka      | 1976                  | Raketenschnellboot     | Tragflügelboot, geplant als Nachfolger des Projekts 205M, nach elf Einheiten Bau eingestellt zugunsten der Korvetten des Projekts 1241.1 Molnija-M |
| Projekt 205EP         | Bogomol    | 1988                  | Patrouillenschnellboot | Exportvariante, im Prinzip Schiffe des Projekts 206MR Wichr ohne Raketen und Tragflügel. Vier Einheiten gebaut für Guinea-Bissau.                  |
| Projekt 1240 Uragan   | Sarancha   | 1977                  | Raketenschnellboot     | Tragflügelboot, Prototyp welcher nicht in Serie ging                                                                                               |
| Projekt 1141          | Babochka   | 1977                  | U-Jagd-Schnellboot     | Damals größtes Tragflügelboot der Sowjetunion |
| Projekt 11451 Sokol   | Mukha      | 1986                  | U-Jagd-Schnellboot     | laut anderen Quellen Projekt 1141.1 bzw. Projekt 1145-1                                                                                            |
| Projekt 133 Antares   | Muravey    | 1983                  | Patrouillenschnellboot | |
| Projekt 122bis        | Kronstadt  | 1955                  | großes Patrouillenboot | |
| Projekt 201           | SO I       | 1957                  | großes Patrouillenboot | |
| Projekt 201M          | SO I       | 1957                  | großes Patrouillenboot | |
| Projekt 201T          | SO I       | 1957                  | großes Patrouillenboot | |
| Projekt 368           | Poluchat I | 1953                  | Küsten-Patrouillenboot | |
| Projekt 1400 Grif     | Zhuk       | 1970                  | Küsten-Patrouillenboot | |
| Projekt 194           | –          | 1955                  | U-Jagd-Boot            | |
| Projekt 191           | –          | 1947                  | Fluss-Kanonenboot      | |
| Projekt 192           | –          | 1951                  | Fluss-Kanonenboot      | |
| Projekt 1204          | Shmel      | 1965                  | Flussmonitor           | |
| Projekt 1208 Slepen   | Yaz        | 1978                  | Flussmonitor           | |
| Projekt 1249          | Piyavka    | 1980                  | Binnen-Patrouillenboot | |
| Projekt 1248 Moskit   | Vosh       | 1980                  | Flussmonitor           | |
| Projekt 1408.1        | Saygak     | 1986                  | Fluss-Barkasse         | |
| Projekt 1041Z         | Svetlyak   | 1989                  | Patrouillenboot        | |
| Projekt 14310 Mirasch | Mirazh     | 1998                  | Patrouillenschnellboot | |
| Projekt 14232 Merkuri | Sokzhoi    | 1996                  | Patrouillenschnellboot | Eine unbewaffnete Version wird im NATO-Code ebenfalls Mercury genannt.                                                                             |
| Projekt 12150         | Mangust    | 1998                  | Patrouillenschnellboot | |
| Projekt 12130         | Ogonek     | 1999                  | Binnen-Patrouillenboot | |

## Projekt 122
| Abmessungen: | 52,2 m × 6,5 m × 2,2 m                    |
| Verdrängung: | 302 ts standard                           |
| Antrieb:     | 3 Dieselmotoren Typ 9D mit 3300 PS, 19 kn |
| Besatzung:   | 60(davon 4 Offiziere)                     |

Die ersten Einheiten des Projekts 122 wurden 1941 gebaut. Während des Krieges wurde das Projekt allerdings mehrfach modifiziert, unter anderem wurde das Hauptgeschütz gewechselt. Vom modifizierten Projekt 122bis wurden schließlich zwischen 1948 und 1956 157 Einheiten gebaut.
Die wichtigsten Werften für diese Klasse waren die Sewmasch-Werft in Sewerodwinsk und Selenodolsk.
Boote dieser Klasse wurden nicht nur an die sowjetischen Grenztruppen, sondern auch an Albanien, Bulgarien, China, Kuba, Indonesien, Polen und Rumänien geliefert. In China wurden vierzehn Boote in Lizenz gebaut.
Hauptaufgabe dieser Schiffe war die U-Jagd. Dazu war ein hüllenmontiertes Sonar vom Typ Tamir installiert.
Die Bewaffnung des Projekts 122bis bestand aus:
- einem 85-mm-Geschütz Typ 90-K mit 230 Schuss Munition im Bug
- zwei 37-mm-Luftabwehrgeschützen mit insgesamt 2000 Schuss Munition
- drei 12,7-mm-Koaxial-Maschinengewehren mit insgesamt 12000 Schuss Munition
- zwei Wasserbomben-Racks für konventionelle Wasserbomben
- zwei RBU-900-, RBU-1200- bzw. RBU-1800-Wasserbombenwerfer

→Weblinks

## Projekt 123
| Abmessungen: | 22 m × 4,7 m × 1,5 m            |
| Verdrängung: | 22 ts standard                  |
| Antrieb:     | 2 Dieselmotoren, 2400 PS, 42 kn |
| Besatzung:   | 12                              |

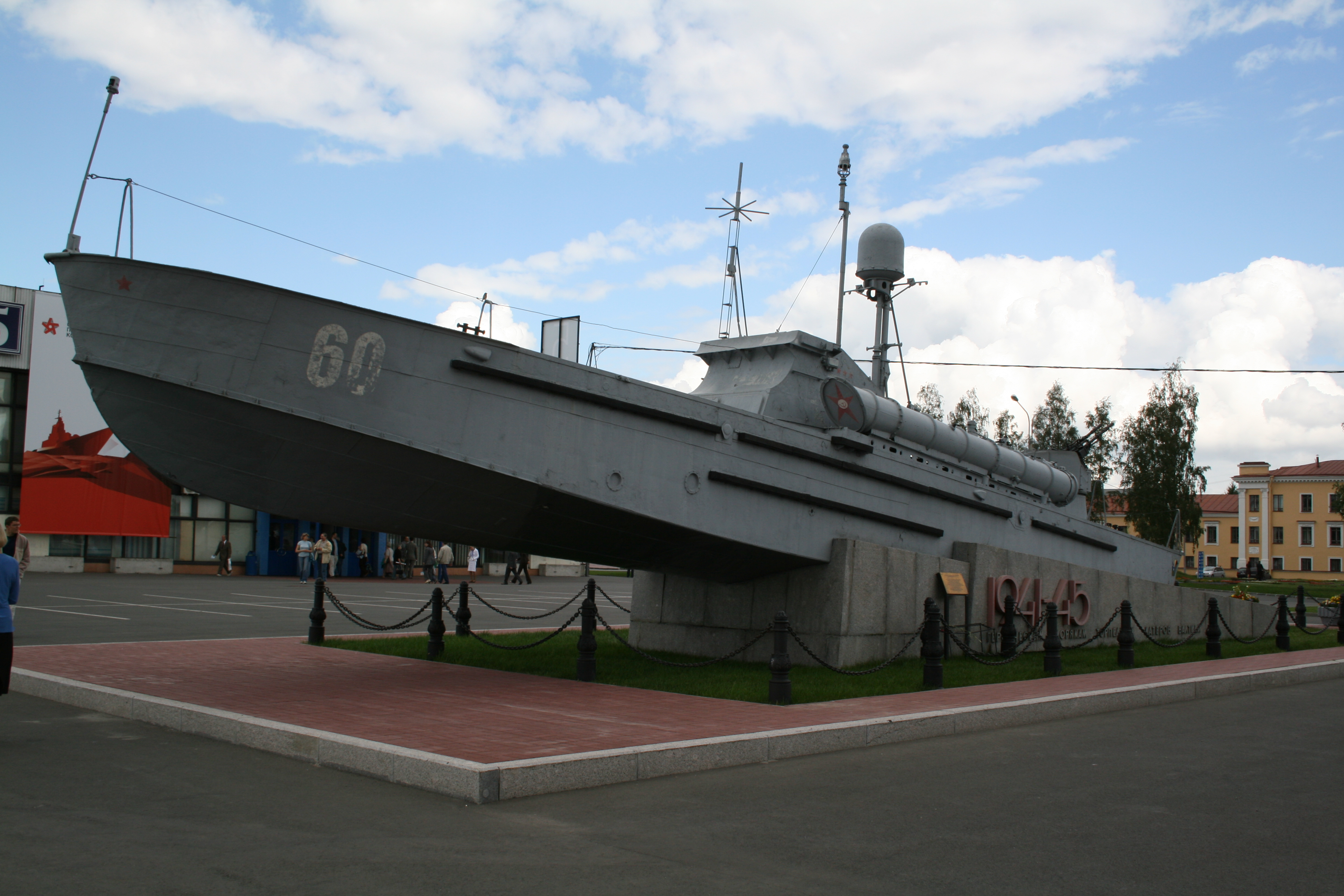
Ein Komsomolez als Denkmal

Insgesamt 349 Boote dieser Klasse wurden in der Sowjetunion zwischen 1946 und 1951 gebaut. Drei Versionen sind bekannt, 123bis, M-123bis und 123K Komsomolez(russisch Комсомолец). Allerdings ist unklar, welche Typenbezeichnung welcher Bauform zugeordnet wird. Die Boote wurden in Tjumen und Feodossija gebaut.
Gebaut wurde eine große Version mit zwei 533-mm-Torpedorohren, besserer Seetüchtigkeit, einer Seeausdauer von fünf bis sechs Tagen und einer Reichweite von 1000 Seemeilen.
Außerdem wurde eine kleine Version gebaut, welche mit zwei 450-mm-Torpedorohren bewaffnet war. Diese hatte nur eine Reichweite von 500 Seemeilen und eine Seeausdauer von 24 bis 36 Stunden, war aber so konzipiert, dass sie mit einem Tieflader auf Straßen transportiert werden konnte.
Beide Versionen waren mit zwei bis drei doppelläufigen 12,7-mm- bzw. 14,5-mm-Maschinengewehren bewaffnet und mit Radar ausgerüstet. Einige waren mit zwei Wasserbomben-Racks ausgerüstet und einige konnten Minen anstelle der Torpedos mitführen.
Boote dieser Klasse wurden in viele Länder exportiert. In Nordkorea (Iwon-Klasse) und vermutlich in China wurden ebenfalls Boote dieser Klasse gebaut.
→Weblinks

## Projekt 125
| Abmessungen: | 25 m × 4,9 m × 2,6 m                        |
| Verdrängung: | 60 ts standard                              |
| Antrieb:     | 2 Diesel und Gasturbine, 2 Schrauben, 68 kn |

Dies war die Weiterentwicklung des Projektes 184. Durch zwei Dieselmotoren vom Typ M-503 mit 8000 PS und einer Gasturbine erreichten die Boote bis zu 68 kn. Bei Tests erreichte der Prototyp bei Seestärke 3 noch 45 kn.
Die Bewaffnung bestand aus zwei 533-mm-Torpedorohren und zwei doppelläufigen 14,5-mm-Maschinengewehren.
Zwei Torpedoschnellboote des Typs 125 wurden für die sowjetische Marine gebaut. Danach wurden sechzehn Patrouillenschnellboote des Typs 125P für die Grenztruppen der UdSSR gefertigt. Einige dieser Einheiten hatten ein Tauchsonar, wie es auch in U-Jagd-Helikoptern verwendet wird.

## Projekt 133
| Abmessungen: | 40 m × 7,6 m × 1,9 m                |
| Verdrängung: | 180 ts standard                     |
| Antrieb:     | 2 M70-Gasturbinen, 20.000 PS, 36 kn |
| Besatzung:   | 10                                  |

16 Boote des Projekts 133 wurden zwischen 1983 und 1989 in der Werft Feodossija gebaut, um die Patrouillenboote des Projekts 205P Tarantul im Schwarzen Meer abzulösen. Alle Einheiten wurden an die Grenztruppen ausgeliefert.
Die Bewaffnung bestand aus zwei 406-mm-Torpedorohren, einem 76-mm-AK-176-Geschütz im Bug, einem sechsläufigen 30-mm-AK-630-Luftabwehrgeschütz im Heck und einem 55-mm-Granatwerfer.
→Weblinks

## Projekt 184
| Abmessungen: | 21,6 m × 5 m × 2,1 m                               |
| Verdrängung: | 31,5 ts standard                                   |
| Antrieb:     | 3 M-50F-Dieselmotoren, 3600 PS, 3 Schrauben, 46 kn |
| Besatzung:   | 10                                                 |

Das Projekt 184 ist eine Prototypklasse von Torpedoschnellbooten mit einer Geschwindigkeit von bis zu 46 kn. Andere Quellen sprechen von Tragflügelbooten mit bis zu 64 kn Geschwindigkeit. Zwei Boote wurden ab 1956 gefertigt, aber ein Serienbau wurde nicht genehmigt, da die Leistungen nicht den Erwartungen entsprachen. Eine Weiterentwicklung war das Projekt 125 Ptschela.
Die Bewaffnung bestand aus zwei 533-mm-Torpedorohren und einem doppelläufigen 14,5-mm-Maschinengewehr.

## Projekt 191
| Abmessungen: | 25,9 m × 4,3 m × 0,7 m              |
| Verdrängung: | 55 t normal                         |
| Antrieb:     | zwei Dieselmotoren je 600 PS, 16 kn |
| Besatzung:   | ?                                   |

119 Fluss-Kanonenboote der Projekte 191 und 191M wurden zwischen 1947 und 1952 in Leningrad und Perm gebaut. Ursprünglich bestand der Antrieb aus zwei V12-Dieselmotoren, welche auch im T-34-Panzer verwendet wurden. Die Bewaffnung bestand aus einem Panzerturm des T-34 mit der 85-mm-Kanone und zwei 12,7-mm-Maschinengewehren.
Eine größere Variante mit drei Motoren und zwei Panzertürmen war ebenfalls geplant, wurde aber nicht realisiert.
Spätere Schiffe wurden modifiziert. Die Panzermotoren wurden durch zwei M-50-Dieselmotoren mit je 1000 PS ersetzt, welche eine Höchstgeschwindigkeit von 24 kn erlaubten. Die Maschinengewehre wurden durch 14,5 mm ersetzt.
Die Seitenpanzerung war 7 mm, die Deckspanzerung 10 mm stark.
Zwei Boote einer vergrößerten Version, des Projekts 192 wurden ebenfalls gebaut. Diese hatten eine verstärkte Panzerung und drei M-50-Motoren. Danach wurde der Bau von Kanonenbooten gestoppt.

## Projekt 194
| Abmessungen: | 27 m × 6,2 m × 1,7 m |
| Verdrängung: | 110 ts standard      |
| Antrieb:     | siehe Text           |
| Besatzung:   | 27                   |

Leider ist zu dieser Klasse von U-Jagd-Booten wenig bekannt. Zwei Boote wurden 1955 in Selenodolsk gebaut. Die Bewaffnung besteht aus einem 45-mm- und einem 37-mm-Geschütz sowie zwei 12,7-mm-Maschinengewehren. 2 Wasserbomben-Racks mit 18 Wasserbomben und ein Sonar vom Typ Tamir sind vorhanden.
Der Antrieb besteht aus 2 M-50F-Dieselmotoren mit je mit 1200 PS und einem M-50E-Dieselmotor mit 600 PS, welche drei Schrauben antreiben. Die Höchstgeschwindigkeit beträgt 24 kn, die Reichweite 1500 sm bei 10,5 kn.

## Projekt 200
| Abmessungen: | 23,7 m × 4,7 m × 2,5 m          |
| Verdrängung: | 48,2 t                          |
| Antrieb:     | 2 Benzinmotoren, 2500 PS, 38 kn |
| Besatzung:   | ?                               |

Während des Zweiten Weltkrieges begann die Sowjetunion mit der Produktion von Torpedobooten, welche die durch das Leih- und Pachtgesetz gelieferten Higgins-Boote als Vorbild hatten. Die Rumpfform war dem Higgins-Boot sehr ähnlich.
19 Schiffe der Klassen TM-200 und TM-200bis wurden ab 1943 in Rybinsk gefertigt. Diese hatten einen Stahlrumpf und Benzinmotoren. Die Bewaffnung bestand aus zwei 533-mm-Torpedorohren und zwei doppelläufigen 14,5-mm-Maschinengewehren.
167 Schiffe der Klassen TD-200 und TD-200bis wurden in Leningrad gebaut. Diese hatten einen Holzrumpf und einen Dieselantrieb mit drei Schrauben. Die Bewaffnung entsprach der Version TM-200. Ab 1950 wurden 46 Schiffe mit Radar und IFF ausgerüstet (TD-200B).
63 Schiffe wurden als U-Jagd-Boote ausgerüstet und als OD-200 bezeichnet.
Die US-Navy nannte diese Klasse anfangs 603 class.

## Projekt 201
| Abmessungen: | 42 m × 6,1 m × 1,9 m (ohne Tragflügel)                |
| Verdrängung: | 170 ts standard                                       |
| Antrieb:     | Dieselmotoren mit 7500 PS, 3 Schrauben, 28 kn maximal |
| Besatzung:   | 31 Personen                                           |

Das Projekt 201 war der Nachfolger des Projekts 122bis. Wesentlich schneller, kleiner und mit einer geringeren Besatzung war die Bewaffnung noch stärker auf das Haupteinsatzgebiet, die U-Jagd, ausgerichtet. Im Laufe der Bauzeit wurde die Bewaffnung mehrfach modifiziert und so gab es die Projekte 201, 201M, 201P und 201T.
124 Einheiten wurden zwischen 1957 und 1968 in Selenodolsk und Kertsch gebaut. Es wurden Boote nach Albanien, Algerien, Ägypten, Bulgarien, China, die DDR, Irak, Kuba, Nordkorea, Südjemen und Vietnam exportiert. In Nordkorea wurden zwölf Boote in Lizenz gebaut.
Die Bewaffnung des Projektes 201M bestand aus je einem doppelläufigen 25-mm-Geschütz im Bug und im Heck, vier RBU-1200-Wasserbombenwerfern und zwei Gestellen für konventionelle Wasserbomben. Die ersten Schiffe dieser Klasse (Projekt 201) hatten keine reaktiven Wasserbombenwerfer, dafür jedoch ein 45-mm-Geschütz im Heck. Diese Schiffe waren auch unter dem NATO-Codenamen Mischa-Klasse bekannt. Die letzten Schiffe der Klasse(Projekt 201T) hatten kein Heckgeschütz, sondern zwei 406-mm-Torpedorohre und kürzere Wasserbomben-Racks.
Zur U-Jagd war ein hüllenmontiertes Sonar vom Typ Tamir-2 installiert. Die Boote der Exportversion hatten das ältere Tamir-1.

## Projekt 368
| Abmessungen: | 29,6 m × 5,8 m × 1,5 m       |
| Verdrängung: | 90 t maximal                 |
| Antrieb:     | 2 M50-Diesel, 2400 PS, 18 kn |
| Besatzung:   | 10                           |

34 Boote dieses Projekts wurden zwischen 1953 und 1956 hauptsächlich für den Export gebaut. die Bewaffnung besteht aus einem doppelläufigen 14,5-mm-Maschinengewehr.

## Projekt 1041Z
| Abmessungen: | 48,5 m × 9,2 m × 3,5 m                  |
| Verdrängung: | 357 t maximal                           |
| Antrieb:     | 3 Diesel, 14.400 PS, 3 Schrauben, 31 kn |
| Besatzung:   | 36 (4 Offiziere)                        |

Die Serienproduktion dieses Patrouillenbootes begann 1989. Bis 2004 wurden 25 Einheiten in Wladiwostok, Sankt Petersburg und Jaroslawl gebaut. Drei davon sind bei der russischen Marine und zwanzig bei den Grenztruppen im Dienst. Zwei wurden nach Vietnam exportiert.
Die Bewaffnung besteht aus zwei 403-mm-Torpedorohren, einem 76-mm-Geschütz vom Typ AK-176 im Bug, einem sechsläufigen 30-mm-Luftabwehrgeschütz vom Typ AK-630M, zwei PK-16-Täuschkörperwerfern und zwei Wasserbomben-Racks mit zwölf Wasserbomben. Eine Einheit hat ein zweites AK-630M-Geschütz.
Die elektronische Ausstattung besteht aus Luftraum- und Oberflächenradar Peel Cone, Feuerleitradar Bass Tilt für die Geschütze, Palm-Frond-B-Navigationsradar, IFF-Sender High Pole B und dem VDS-Sonar Rat Tail. Alle Bezeichnungen sind hierbei NATO-Codenamen.
→Weblinks

## Projekt 1141
| Abmessungen: | 50 m × 9,9 m × 4 m (ohne Tragflügel) |
| Verdrängung: | 465 t                                |
| Antrieb:     | siehe Text                           |
| Besatzung:   | 45 Personen                          |

Der Prototyp einer Klasse von Tragflächen-U-Jagd-Schnellbooten wurde 1977 in Dienst gestellt. Das damals größte Tragflügelboot hatte analog zum Projekt 1240 voll eingetauchte Tragflügel und wurde parallel dazu entwickelt. Eine Serienfertigung kam allerdings vorerst nicht zustande, erst ab 1986 wurden zwei weitere modifizierte Boote gebaut, welche als Projekt 11451 bezeichnet werden.
Nach der Testphase wurde der Prototyp bei der Schwarzmeerflotte unter dem Namen Aleksandr Kunachowitsch in Dienst gestellt. Namensgeber war der Chefingenieur des Konstruktionsbüros Selenodolsk, der das Projekt entwickelt hatte.
Das Boot besitzt einen CODOG-Antrieb. Bei Geschwindigkeiten bis zu 8 kn wird ein Wasserstrahlantrieb mit zwei Dieselmotoren vom Typ M-401 mit 2400 PS genutzt. Bei höheren Geschwindigkeiten übernehmen drei Gasturbinen vom Typ NK-12M (36.000 PS), die drei Propellerpaare (je einen Schub- und Druckpropeller) antreiben. Die Höchstgeschwindigkeit beträgt 60 kn, die Reichweite 1230 Meilen bei 8 kn.
Das Boot besaß ursprünglich zwei 406-mm-Vierfach-Torpedorohre und zwei sechsläufige 30-mm-Luftabwehrgeschütze vom Typ AK-630.
1991 wurde es umgerüstet als Testplattform für die neuen Anti-U-Boot-Lenkwaffen RPK-9 Medwedka (SS-N-29, zwei 533-mm-Vierfachstarter).
1994 wurde das Boot außer Dienst gestellt und später verschrottet.
→Weblinks

## Projekt 1204
| Abmessungen: | 27,7 m × 4,32 m × 2 m                    |
| Verdrängung: | 77 t maximal                             |
| Antrieb:     | zwei Dieselmotoren M-50F, 3600 PS, 24 kn |
| Besatzung:   | 14                                       |

Die Arbeiten an den Flussmonitoren des Projektes 1204 begannen 1965, vermutlich infolge des sich verstärkenden chinesisch-sowjetischen Konflikts. Der Fluss Amur bildete auf einer langen Strecke die Grenze zwischen China und der Sowjetunion.
119 Boote wurden zwischen 1967 und 1974 in Kertsch und Chabarowsk gebaut. Die Schiffe wurden auf dem Amur, Ussuri, der Donau und in der Kaspischen Flottille benutzt.
Die Bewaffnung bestand aus dem Turm des leichten Panzers PT-76 mit einer 76-mm-Kanone, zwei doppelläufigen 14,5-mm-Maschinengewehren, einem BM-14-17-Raketenwerfer und vier 30-mm-Granatwerfern. Die vertikale Panzerung ist 10 mm dick, Deck und Brückendeck sind 5 mm dick gepanzert.
Spätere Boote haben anstelle der 14,5-mm-Maschinengewehre ein 25-mm-Geschütz.

## Projekt 1208
| Abmessungen: | 56 m × 9 m × 1,45 m |
| Verdrängung: | 450 t maximal       |
| Antrieb:     | 4600 PS, 23 kn      |
| Besatzung:   | 32                  |

Die Arbeiten an diesem großen Flussmonitor begannen bereits 1967, es bestand jedoch zu dieser Zeit kein Bedarf an solchen Schiffen. Der Prototyp wurde erst 1975 fertiggestellt und 21 Einheiten wurden zwischen 1978 und 1990 gebaut.
Die Bewaffnung bestand aus zwei Panzertürmen mit 100-mm- oder 115-mm-Kanonen, zwei sechsläufigen 30-mm-Geschützen AK-630, zwei doppelläufigen 12,7-mm-Maschinengewehren, zwei 30-mm-Granatwerfern und einem 140-mm-PK-2-Täuschkörperwerfer.
Die Panzerung war 35 mm stark.
Zwei Boote dieser Klasse waren 2004 in der Amur-Flottille noch im Dienst, die anderen sind in der Reserve.

## Projekt 1240
| Abmessungen: | 56,6 m × 10,2 m × 2,34 m (ohne Tragflügel)     |
| Verdrängung: | 348 ts standard                                |
| Antrieb:     | 2 Gasturbinen, 18.000 PS, 4 Schrauben, 61,3 kn |
| Besatzung:   | 35                                             |

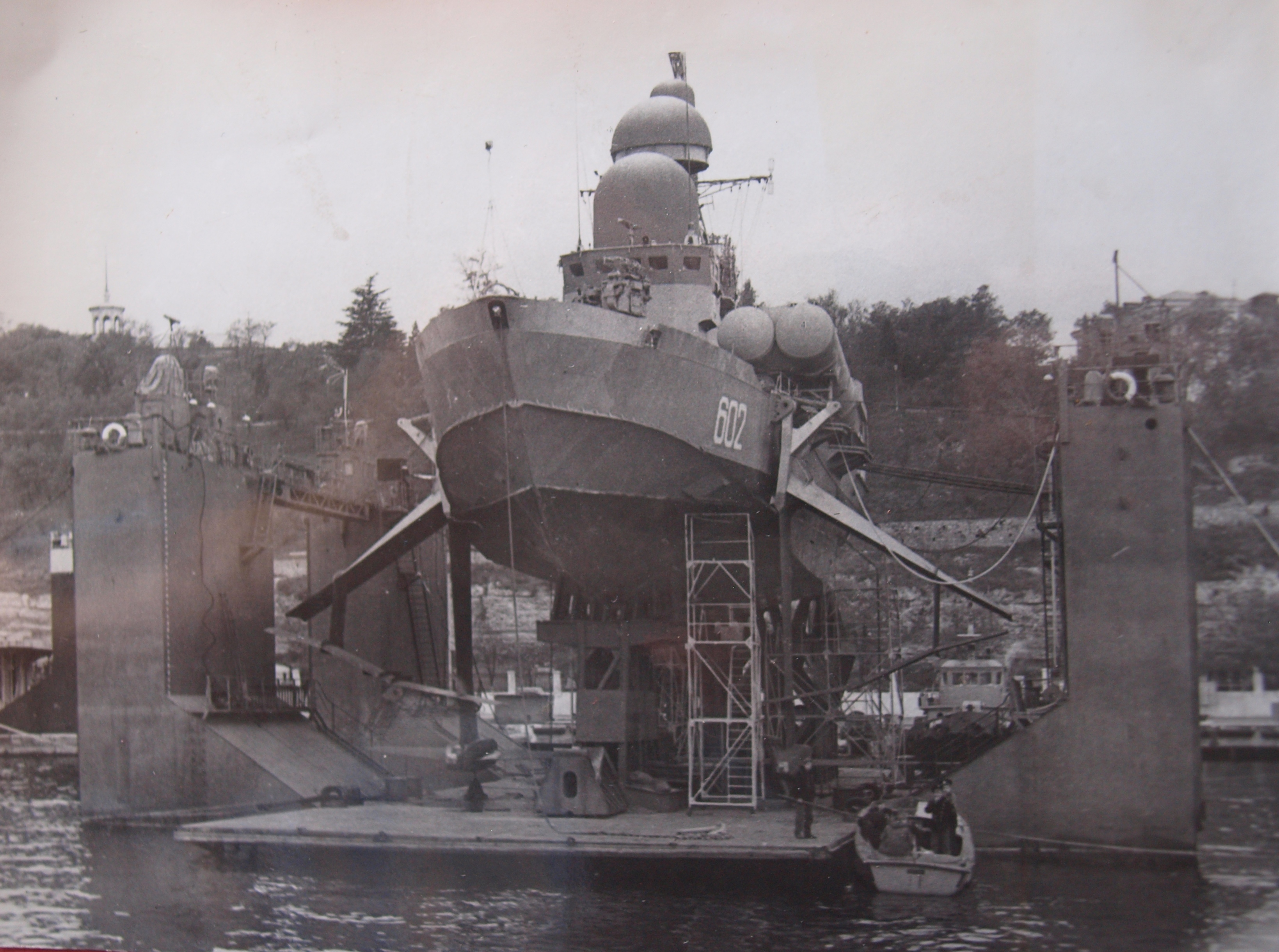
Das Boot MRK-5 im Trockendock

Diese Klasse wurde 1977 vom Konstruktionsbüro Almaz in Leningrad entwickelt. Im Gegensatz zu den früheren sowjetischen Booten war das der erste Typ mit voll eingetauchten Tragflügeln. Tests ergaben, dass das Schiff Seestärke 5 mit einer Geschwindigkeit von über 50 kn und einsatzbereiten Waffen bewältigen kann.
Die Bewaffnung bestand aus zwei Doppelstartern für Anti-Schiff-Raketen P-120 Malachit (SS-N-9 Siren), einem Doppelstarter für Flugabwehrraketen 4K33 Osa-M und einem sechsläufigen 30-mm-Luftabwehrgeschütz vom Typ AK-630.
Die Produktion dieser Klasse war vermutlich zu komplex und teuer, daher wurde keine Serienproduktion gestartet. Ersatz waren Korvetten der Nanuchka-III-Klasse. Der Prototyp war in der Schwarzmeerflotte stationiert und wurde 1990 außer Dienst gestellt. 1992 sank es nach einem Brand im Hafen von Sewastopol, wurde gehoben und dann demontiert.
→Weblinks

## Projekt 1248
| Abmessungen: | 41,6 m × 7 m × 1 m                    |
| Verdrängung: | 150 t                                 |
| Antrieb:     | 3 M-401-Dieselmotoren, 4200 PS, 18 kn |
| Besatzung:   | 34 (3 Offiziere)                      |

Sieben Boote dieser Klasse wurden zwischen 1980 und 1985 in Wladiwostok für die Amur-Flottille gebaut. Der Rumpf ist der gleiche wie bei den Patrouillenbooten des Projektes 1249. Die Bewaffnung besteht aus einem Panzerturm mit 76-mm- oder 115-mm-Kanone, einem sechsläufigen 30-mm-Geschütz des Typs AK-630, zwei doppelläufigen 12,7-mm-Maschinengewehren und einem PK-2-Täuschkörperwerfer.

## Projekt 1249
| Abmessungen: | 41,6 m × 7 m × 1 m                    |
| Verdrängung: | 150 t                                 |
| Antrieb:     | 3 M-401-Dieselmotoren, 4200 PS, 18 kn |
| Besatzung:   | 30 (3 Offiziere)                      |

Acht Schiffe dieser Klasse wurden zwischen 1980 und 1985 in Wladiwostok oder Chabarowsk für die Amur-Flottille gebaut. Der Rumpf ist der gleiche wie bei den Flussmonitoren des Projektes 1248 Moskit. Die Bewaffnung besteht aus einem sechsläufigen 30-mm-Geschütz des Typs AK-630M und einem 30-mm-Granatwerfer.
Sechs Boote waren 2004 noch im Dienst.

## Projekt 1400
| Abmessungen: | 22,9 m × 4,9 m × 1,5 m (ohne Tragflügel) |
| Verdrängung: | 50 t maximal                             |
| Antrieb:     | 2 M50-Diesel mit 2400 PS, 30 kn          |
| Besatzung:   | ?                                        |

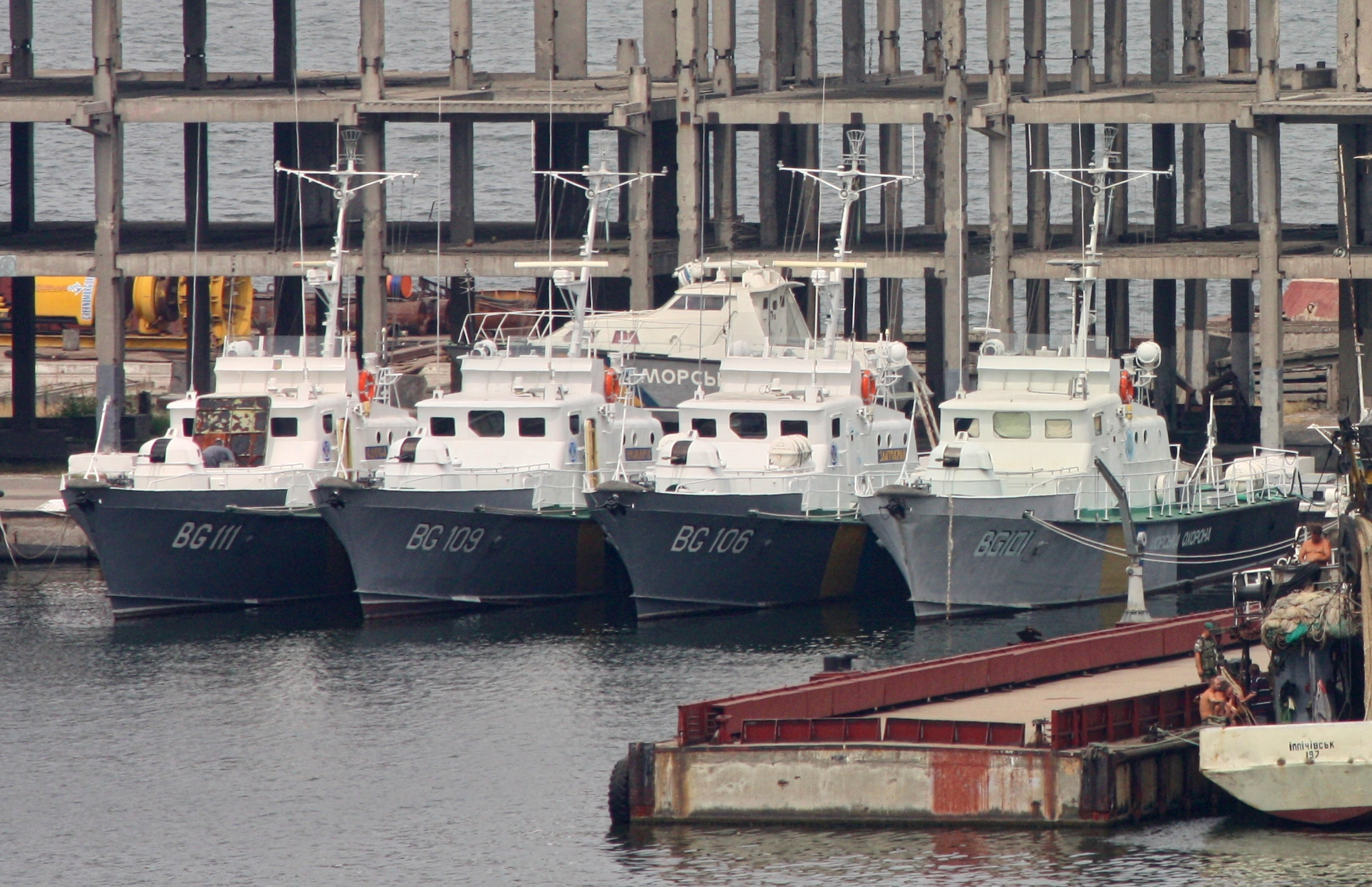
Boote der Grif-Klasse der ukrainischen Küstenwache im Hafen von Odessa

Die Schiffe der Grif-Klasse werden seit 1970 gebaut und sowohl in den russischen Grenztruppen als auch in anderen Ländern genutzt. Über 110 Einheiten wurden exportiert.
Die Bewaffnung besteht aus einem doppelläufigen 12,7-mm-Maschinengewehr im Bug. Einige Einheiten haben ein zweites Maschinengewehr im Heck, die meisten haben anstelle dessen einen Scheinwerfer. Einige ältere Schiffe, welche für die sowjetischen Grenztruppen bestimmt waren, hatten anstelle dessen ein oder zwei 14,5-mm-Maschinengewehr vom Tp 2M-7.
Ältere Boote haben zwei Dieselmotoren vom Typ M50, bei neueren Booten sind diese ersetzt durch modernere M-240 mit je 1500 PS.
Für den Export werden zwei weitere Varianten angeboten. Projekt 1400ME ist eine verlängerte Version mit einem sechsläufigen 30-mm-Geschütz vom Typ AK-630M. Projekt 1400.6 ist eine Tragflügelvariante mit CODAG-Antrieb.
→Weblinks

## Projekt 1408.1
| Abmessungen: | 14 m × 3,5 m × 0,55 m                                  |
| Verdrängung: | 13 t                                                   |
| Antrieb:     | ein M-401B-Diesel, 1000 PS, Wasserstrahlantrieb, 35 kn |
| Besatzung:   | zwei plus 4–8 Passagiere                               |

Dieses unbewaffnete Boot mit Aluminiumhülle wurde seit 1986 20 mal in Perm gebaut. Seit 1993 wird es auch zum Export angeboten.

## Projekt 11451
| Abmessungen: | 50 m × 9,9 m × 4 m (ohne Tragflügel) |
| Verdrängung: | 465 t                                |
| Antrieb:     | COGAG-Antrieb                        |
| Besatzung:   | 39 Personen                          |

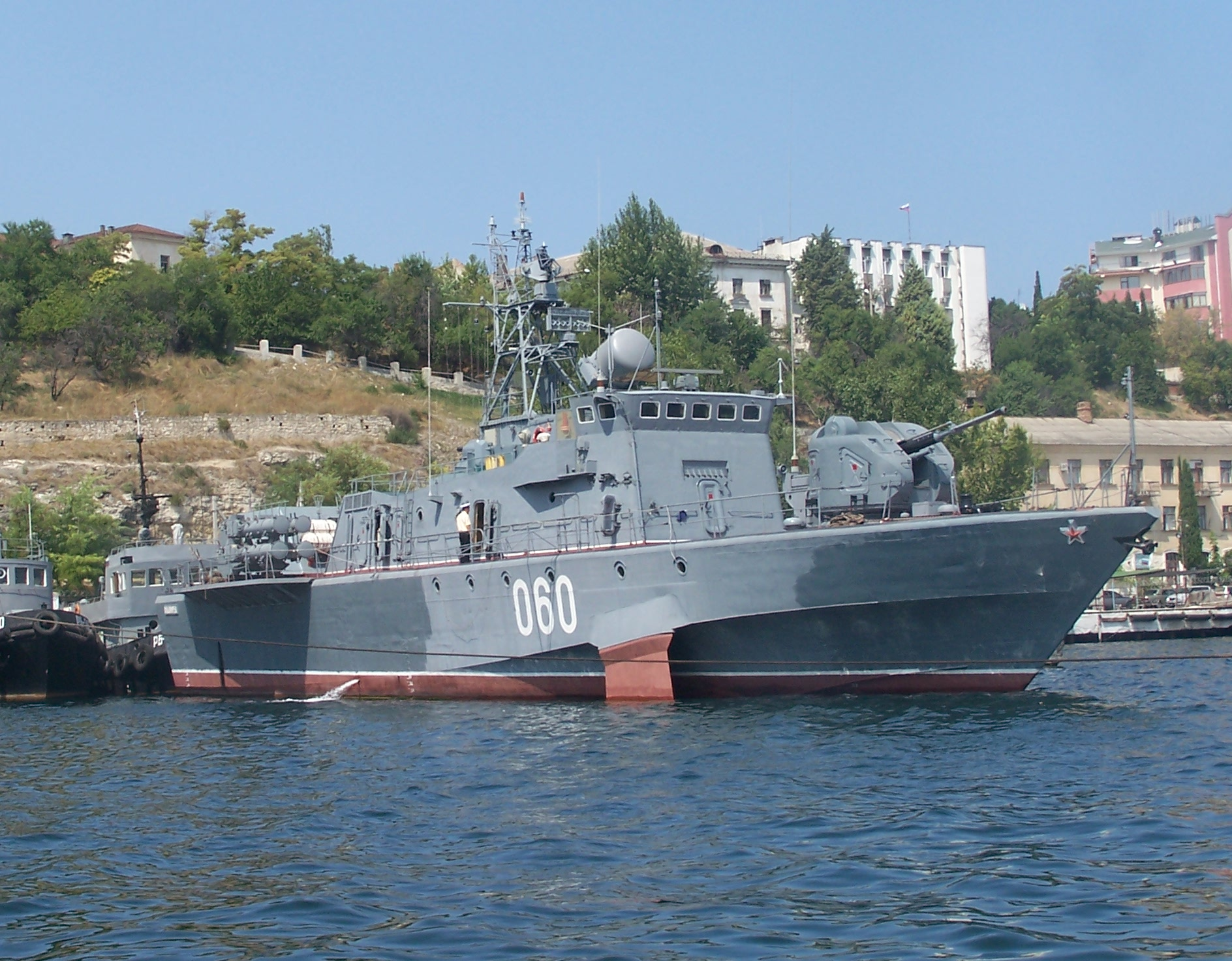
MPK-220 Wladimirez 2010 in der Südlichen Bucht in Sewastopol

In den 1980er-Jahren wurde geplant, eine größere Serie von U-Jagd-Schnellboten auf Basis des Projektes 1141 zu bauen. Bis zum Zerfall der Sowjetunion wurden aber nur zwei gebaut, danach wurde dieses Projekt gestrichen.
Die Abmessungen entsprechen denen des Projektes 1141. Ein COGAG-Antrieb mit einer Gasturbine mit 10.000 PS für Marschfahrt und zwei zusätzlichen Gasturbinen mit 20.000 PS für Maximalgeschwindigkeit sorgt für eine erhöhte Marschgeschwindigkeit. Die Reichweite beträgt nun 1600 sm bei 14 kn.
Die Boote besitzen zwei 406-mm-Vierfach-Torpedorohre wie der Prototyp. Die Sekundärbewaffnung wurde geändert und besteht nun aus einem 76-mm-Geschütz vom Typ AK-176, einem sechsläufigen 30-mm-Luftabwehrgeschütz vom Typ AK-630, einem Starter für Luftabwehrraketen Strela-3F (SA-N-8) und einem PK-16-Täuschköperwerfer.
Beide Schiffe wurden bei der Schwarzmeerflotte in Dienst gestellt, 2008 ist aber nur noch ein Boot, die MPK-220 Wladimirez aktiv. Die MPK-215 wurde 2001 außer Dienst gestellt.
→Weblinks

## Projekt 12130
| Abmessungen: | 33,4 m × 4,2 m × 0,8 m             |
| Verdrängung: | 98 t maximal                       |
| Antrieb:     | zwei M-4015-Diesel, 1000 PS, 25 kn |
| Besatzung:   | 17 (2 Offiziere)                   |

Diese kleinere Version der Fluss-Patrouillenboote des Projektes 1249 wird seit 1999 in Chabarowsk gebaut. Die Bewaffnung besteht aus zwei 30-mm-Geschützen AK-630, zwei 7,62-mm-Maschinengewehren und Luftabwehrraketen vom Typ 9K38 Igla. Die Zahl der in Dienst gestellten Einheiten ist unbekannt.
→Weblinks

## Projekt 12150
| Abmessungen: | 19,5 m × 4,6 m × 1,1 m   |
| Verdrängung: | 27 t                     |
| Antrieb:     | zwei M-470-Diesel, 53 kn |
| Besatzung:   | 6                        |

Dieses Patrouillenboot wurde vom Konstruktionsbüro Almas in Sankt Petersburg entwickelt. Der Prototyp wurde in der Werft Wympel in Rybinsk gebaut und 2001 in Dienst gestellt.
Die Basisbewaffnung besteht aus einem 14,5-mm- und einem oder zwei 7,62-mm-Maschinengewehren. Darüber hinaus werden unterschiedliche Bewaffnungsversionen angeboten. Angeboten werden Luftabwehrraketen 9K38 Igla, Bodenraketen Wichr sowie Granatwerfer DP-64 zur Abwehr von Kampfschwimmern.
Das Projekt 12150W ist eine Modifikation mit einem 30-mm-Geschütz, vermutlich vom Typ AK-306 und Boden-Raketen. Vermutlich ist es in diesem Fall ein Raketen-Geschützturm vom Typ Wicher-K.
Das Projekt 12150M ist eine Variante mit spezieller Ausrüstung für Seenotrettungseinsätze.
→Weblinks

## Projekt 14232
| Abmessungen: | 34 m × 6,6 m × 2,7 m                             |
| Verdrängung: | 126 t maximal                                    |
| Antrieb:     | zwei M-521-Diesel, 16.184 PS, 2 Schrauben, 48 kn |
| Besatzung:   | 12                                               |

Ein besonderes Merkmal dieser Klasse ist das unter dem Rumpf erzeugte Luftpolster, welches die Reibung verringert. Dadurch wird die Leistung verbessert.
Diese Klasse wird auch für den Export angeboten und die Bewaffnungspalette ist recht breit. Es werden unbewaffnete Boote gebaut (zwei Boote zwischen 1996 und 2000), es werden aber auch die Luftabwehrraketen 9K38 Igla, Bodenraketen Wichr-K, das Geschütz AK-306 oder der Raketen-Geschützturm Wicher-K sowie 14,5-mm- bis 7,62-mm-Maschinengewehre angeboten.
→Weblinks

## Projekt 14310
| Abmessungen: | 34 m × 6,6 m × 2,7 m                             |
| Verdrängung: | 126 t maximal                                    |
| Antrieb:     | zwei M-521-Diesel, 16.184 PS, 2 Schrauben, 48 kn |
| Besatzung:   | 12                                               |

Dieses Boot mit einem Aluminium-Magnesium-Rumpf wurde vom Konstruktionsbüro Almas entworfen; bis 2004 wurde eine Einheit in Rybinsk gebaut. Es ist eine Serie von 20 Booten geplant.
Die Bewaffnung besteht aus zwei mal drei Boden-Boden-Raketen vom Typ 9K114 Schturm (NATO-Code: AT-6 Spiral), acht Luftabwehrraketen vom Typ 9K38 Igla (NATO-Code: SA-18 Grouse), einem sechsläufigen AK-306-Geschütz und zwei 7,62-mm-Maschinengewehren.
→Weblinks

## Verweise